# بی‌وفایی

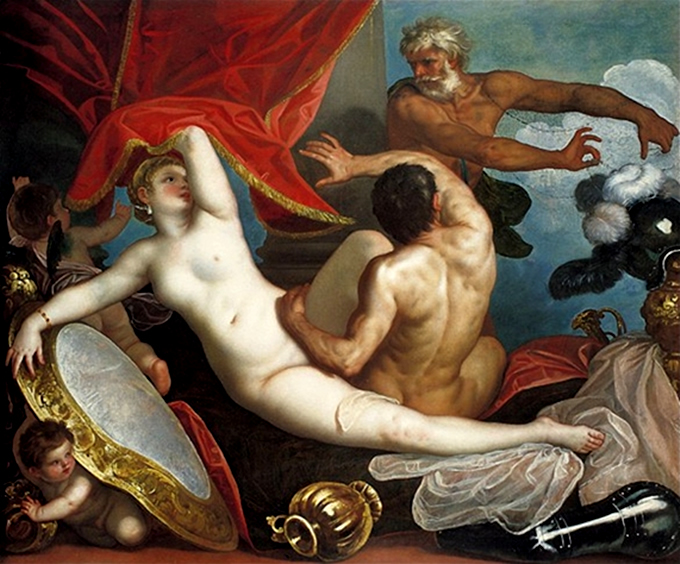
ونوس و مارس توسط وولکان غافلگیر می‌شوند، اثر الساندرو واروتاری. در دین روم باستان، ولکان متوجه می‌شود که همسرش ونوس با مارس رابطه دارد.

بی‌وفایی (به انگلیسی: Infidelity؛ مترادف با خیانت، ضلالت، زنا یا عهدشکنی) به نقض انحصار عاطفی و/یا جنسی بین یک زوج اشاره می‌کند که معمولاً منجر به احساس خشم، حسادت جنسی و رقابت می‌شود.
خیانت برقرای رابطه جنسی خارج از تاهل است که مرزها و جارچوب ازدواج و رابطه را نقض کند خیانت را عبور را از مرز رابطه زناشویی با برقراری صمیمیت عاطفی یا جنسی با فردی خارج از حیطه زناشویی تعریف کرده اند که مخفی کاری و پنهان بودن در برخی از تعارف مورد اشاره بوده است.
اینکه دقیقاً چه چیزی «بی‌وفایی» محسوب می‌شود به انتظارات درون آن رابطه بستگی دارد. در روابط زناشویی معمولاً فرض بر انحصارپذیری است. بی‌وفایی می‌تواند باعث آسیب‌های روانی، از جمله احساس خشم و خیانت ، عزت نفس جنسی و شخصی پایین، و حتی اختلال اضطراب پس از سانحه شود. افراد از هر جنسیت ممکن است در صورت علنی‌شدن عمل بی‌وفاییِ خود با پیامدهای اجتماعی روبرو شوند، اما شکل و میزان این پیامدها می‌تواند به جنسیت فرد خیانتکار بستگی داشته باشد.

## انواع خیانت
فقدان عشق و علاقه، سهل انگاری همسر، بی‌خطر دانستن اصل خیانت، زیاده خواهی را می‌توان از دلایل اصلی بی‌وفایی همسران به حساب آورد. پژوهشی دیگر عواملی را بر روابط خیانت بررسی کرده‌است که عبارت است از: «تعداد فرزندان»، «طلاق قبلی»، «رضایت پیش از ازدواج»، «آمادگی برای ازدواج»، «داشتن دوستانی که روابط نادرست داشته‌اند» و «گذشته اجتماعی».
- خیانت رفتاری: منظور این است که یکی از طرفین با برقراری ارتباط با فردی خارج از چهارچوب خانواده، به همسرش خیانت کند که در برطبق تحقیقات به عمل آمده این مورد بسیار رایج است.
- خیانت ذهنی: یعنی افراد در تخیلاتشان مدام به شخص دیگری فکر می‌کنند و آن فرد را شخصی ایده‌آل می‌دانند و چون در ذهنشان وی را مدام با شریک زندگی خودشان مقایسه می‌کنند، در ارتباط با همسرشان به مشکل برمی‌خورند و رابطه‌شان رو به سردی می‌رود و در نتیجه برای زندگی مشترکشان خطر به وجود می‌آید.
- خیانت کلامی: در این نوع خیانت، یکی از طرفین به صورت تلفنی، اینترنتی یا در هر موقعیتی که فراهم شود، با فردی غریبه ارتباطی صمیمانه برقرار می‌کند. در دنیای امروز این گونه ارتباطات به شدت دیده می‌شوند.